# Neopsittacus
A Neopsittacus a madarak osztályának papagájalakúak (Psittaciformes) rendjébe és a szakállaspapagáj-félék (Psittaculidae) családjába, azon belül a lóriformák (Loriinae) alcsaládjába tartozó nem.

## Rendszerezés
A nembe az alábbi 2 faj tartozik:
- Sárgacsőrű lóri (Neopsittacus musschenbroekii)
- Narancscsőrű lóri (Neopsittacus pullicauda)